# Exetastes
Exetastes (en grec antic ἐξετασταί) eren uns comissionats designats pel poble d'Atenes per realitzar determinades investigacions sobre afers que necessitaven la seva atenció. No eren comissionats permanents sinó nomenats per a cada afer a investigar.
Per exemple se solien designar exetastes per comprovar el nombre de tropes mercenàries que tenia un estrateg, ja que els generals sovint n'inflaven el nombre per rebre més subministraments i paga. En cada cas, quan es decidia, un grup d'exetastes eren enviats a fer la investigació. Era freqüent que aquestos mateixos investigadors fossin subornats pels investigats.
Algunes inscripcions mostren un altre tipus d'exetastes que va existir a Atenes durant poc temps al segle III aC. Eren els encarregats de comprovar les despeses generals i anotar-les en unes tauletes de pedra, i de fer el seguiment de l'erecció de les estàtues a que s'havia compromès el govern. Eren com una mena d'auditors públics dels diners de l'estat.